# David Ortega Gutiérrez
David Ortega Gutiérrez (Madrid, 1966) es Catedrático de Derecho Constitucional en la Universidad Rey Juan Carlos (URJC). Fue concejal del Ayuntamiento de Madrid y portavoz del Grupo Municipal de Unión Progreso y Democracia (UPyD) en el consistorio en la corporación 2011-2015.

## Biografía
Licenciado en Derecho por la Universidad Autónoma de Madrid, también es Doctor en Ciencias Políticas por la misma Universidad. Para la elaboración de su tesis doctoral sobre la “Política y Educación en el pensamiento de Bertrand Russell”, realizó trabajos de investigación en la Universidad de Oxford, la Universidad de Georgetown y la McMaster University entre 1991 y 1993. Asimismo también posee un máster en Filosofía por la Universidad Francisco de Vitoria y es diplomado en Derecho Constitucional y Ciencia Política por el Centro de Estudios Políticos y Constitucionales. Fue juez sustituto de Torrejón de Ardoz y de Collado Villalba. Ha sido colaborador de los diarios ABC, la Gaceta de los Negocios, El Imparcial y El Mundo, también Vicerrector de Extensión Universitaria durante 11 años (junio de 2003-febrero 2010/marzo de 2017-abril de 2021) en esa universidad.
Por su labor profesional ha sido galardonado en diversas ocasiones, recibiendo en 1994 el Premio Nacional de Investigación e Innovación Educativas del Ministerio de Educación y Ciencia y el Premio a la mejor Memoria de investigación del Curso de Derecho Constitucional y Ciencia Política 1997/98 del CEPC en 1998.

## Actividad política

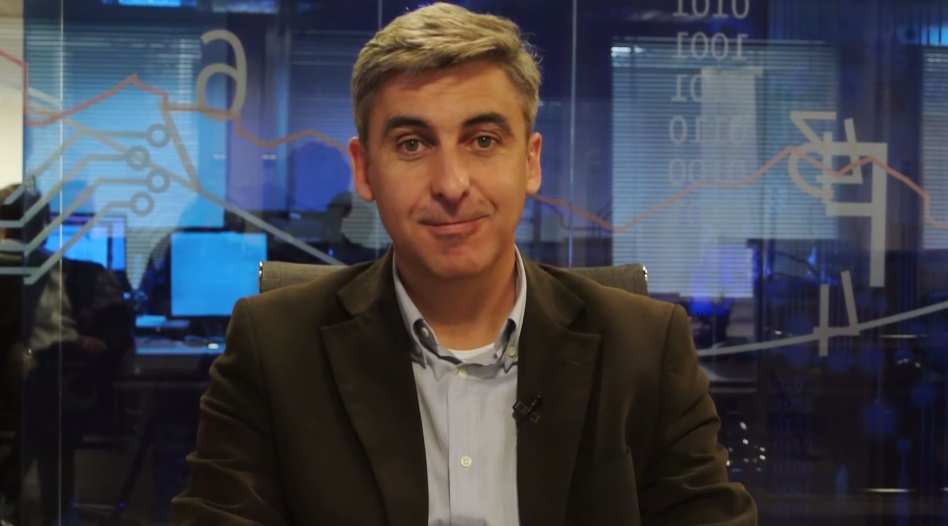
David Ortega en 2015

Desde el I Congreso de Unión Progreso y Democracia (UPyD) es miembro de su Consejo de Dirección. En octubre de 2010 fue elegido por primarias candidato al Ayuntamiento de Madrid para las elecciones municipales de 2011, siendo elegido concejal de la Villa el 22 de mayo de ese año junto con cuatro compañeros de lista. En 2014 se presentó nuevamente a las primarias de UPyD para el Ayuntamiento de Madrid, con vistas a las elecciones de 2015, logrando el apoyo del 81% de los militantes. 
En su papel como portavoz de UPyD en el Ayuntamiento, Ortega se caracterizó por una dura oposición al PP.[cita requerida] Sin embargo, sus postulados también le han llevado en ocasiones a enfrentarse con PSOE e IU, como, por ejemplo, cuando renunció al coche oficial, junto al resto de concejales de UPyD, se opuso a la concesión de la medalla de oro de la Ciudad al exalcalde Alberto Ruiz-Gallardón. En estos años, Ortega y su grupo también han tomado decisiones significativas que en ocasiones les ocasionaron duras críticas del resto de grupos municipales, como su oposición a la candidatura olímpica Madrid 2020 y su decisión de renunciar a parte del equipo de asesores que correspondían a UPyD, denunciando casos de enchufismo tanto en el PSOE como, sobre todo, en el PP.
Tras conseguir el apoyo del 81% de los militantes de su partido, fue el candidato de UPyD a las elecciones municipales de 2015, en las que UPyD no consiguió representación en el pleno, por lo que queda fuera del consistorio durante esta legislatura.
Tras el fracaso de UPyD en las elecciones generales de España de 2015 del 20 de diciembre, 9 días después se da de baja del partido, finalizando su actividad política.

## Obras
- Derecho a la información versus derecho al honor, Madrid, Centro de Estudios Políticos y Constitucionales, 1999.
- Código de las Comunidades Autónomas, Pamplona, Aranzadi, 2000.
- Educación, libertad y tolerancia. Vida y pensamiento de Bertrand Russell, Madrid, Biblioteca Nueva/Fundación José Ortega y Gasset, 2003.
- Manual de Derecho de la Información, Madrid, Centro de Estudios Ramón Areces/Servicio de Publicaciones de la Universidad Rey Juan Carlos, 2003.
- Normativa del Menor, Madrid, Centro de Estudios Ramón Areces/Servicio de Publicaciones de la Universidad Rey Juan Carlos, 2004.
- Educación, ciudadanía y postmodernidad, Madrid, Gens, 2008.
- Los conceptos jurídicos indeterminados en la jurisprudencia constitucional española, Madrid, Dykinson, 2009.
- De la cultura de la queja al compromiso político, Madrid, Gens Ediciones, 2015.[6]
- Derecho de la Comunicación. Un análisis jurídico-periodístico, Madrid, Centro de Estudios Ramón Areces/Servicio de Publicaciones de la Universidad Rey Juan Carlos, 3ª ed., 2017.
- Retos de la libertad de información, Madrid, Dykinson, 2017.
- Obstáculos y retos estructurales en la España constitucional, Madrid, Dykinson, 2023.